# Mar-biti-apla-usur
Mar-biti-apla-usur va ser un rei de la VII dinastia que va regnar a Babilònia, o dinastia elamita, segurament del 984 aC al 979 aC, segons diu la Llista dels reis de Babilònia. Va ser l'únic rei d'aquesta dinastia. Segons la Llista sincrònica de reis, era contemporani d'Aixurreixixi II.
No se sap com va substituir la dinastia anterior o dinastia de Bazi. El seu nom és accadi, i es diu que era descendent de la ciutat d'Elam. No sembla que fos considerat un rei estranger. Va regnar sis anys i va ser enterrat al palau dels "reis legítims", cosa que fa pensar que el seu regnat era legal. Una crònica d'aquell període fa menció del mes de Nisānu en el seu quart any de regnat, però l'esdeveniment no es conserva. Es creu que es podria tractar de la suspensió del festival de primavera anomenat Akitu, degut a les incursions dels arameus.
S'han trobat quatre puntes de fletxa amb el seu nom, on porta el títol de šar kiššati, "Rei del món".